# District d'Yavatmal
Le district d'Yavatmal (en Marathi:  यवतमाळ जिल्हा) est un district de la Division d'Amravati du Maharashtra.

## Description
Son chef-lieu est la ville d'Yavatmal. Au recensement de 2011, sa population était de 2 772 348 habitants.